# La momia (franquicia)
La momia es el título  de una serie de varias películas de aventura-terror centrada en un sacerdote egipcio antiguo quién es accidentalmente resucitado, trayendo con él una maldición potente, y el consiguiente esfuerzo de arqueólogos heroicos para pararlo. De esta serie de tres películas derivaron una serie de películas spin-off, dos adaptaciones de cómic, tres videojuegos, una serie televisiva animada y una montaña rusa.

## Serie de películas Universal Monsters (1932–1955)
La serie original de películas consistió en seis versiones, que protagonizaron a actores icónicos del horror como Boris Karloff (solamente en el original, como Imhotep); Tom Tyler y Lon Chaney Jr. como Kharis; Y por último Eddie Parker, que interpretó a Klaris, un primo de Kharis. La serie de películas es parte de la franquicia más grande de Universal Monsters.
| Año  | Película                                                                    | Actor de La Momia |
| 1932 | The Mummy (La momia 1932)                                                   | Boris Karloff     |
| 1940 | The Mummy's Hand (La mano de la momia 1940)                                 | Tom Tyler         |
| 1942 | The Mummy's Tomb (La tumba de la momia 1942)                                | Lon Chaney Jr.    |
| 1944 | The Mummy's Ghost (El espectro de la momia 1944)                            | Lon Chaney Jr.    |
| 1944 | The Mummy's Curse (La maldición de la momia 1944)                           | Lon Chaney Jr.    |
| 1955 | Abbott and Costello Meet the Mummy (Abbott y Costello contra la momia 1955) | Eddie Parker      |

## Serie de Stephen Sommers  (1999–2008)

### Visión de conjunto
Originalmente una propuesta de  remake de The Mummy habría sido dirigida por el cineasta/escritor de terror Clive Barker. La visión de Barker para la película era violenta; la historia giraba alrededor del director de un museo de arte contemporáneo que resultaba ser un cultista que trataba de reanimar momias. La toma de Barker fue "oscura, sexual y llena de misticismo", y , "habría sido una gran película de bajo presupuesto".

### Trilogía de La Momia
- La momia, 1999
- The Mummy Returns, 2001
- La momia: la tumba del emperador Dragón, 2008

#### Cuarto film cancelado
Después de que La tumba del emperador Dragón fuera estrenada, la actriz Maria Bello dijo que era posible que se realizara otra película basada en el místico personaje egipcio, debido a que ella había firmado para esto. Mientras que el actor Luke Ford declaró que había firmado por tres películas. Pero en 2012, Universal Pictures, dijo que tenía intenciones de hacer un reinicio y no una secuela como se había planeado.

### Serie despin-offdeEl Rey Escorpión
Esta serie spin-off, sigue las aventuras de Mathayus, que más tarde sería conocido como el Rey Escorpión y, eventualmente, convertirse en un enemigo en  La Momia Regresa. Las películas son las siguientes:
- El rey Escorpión
 Estrenada en 2002.
- El rey escorpión: el ascenso de un guerrero
 Una secuela de 2008 lanzada directamente para video.
- El rey Escorpión 3: Batalla por la redención
 Una secuela lanzada directamente para video en 2012.
- El rey Escorpión 4: La llave del poder
 Una secuela estrenada en 2015.

### Recepción

#### Crítica y del público
| Película                                | Rotten Tomatoes      | Metacritic         | CinemaScore |
| --------------------------------------- | -------------------- | ------------------ | ----------- |
| La momia                                | 56% (113 revisiones) | 48 (34 revisiones) | B           |
| The Mummy Returns                       | 47% (158 revisiones) | 48 (31 revisiones) | A-          |
| La momia: la tumba del emperador Dragón | 12% (170 revisiones) | 31 (33 revisiones) | B-          |
| El rey Escorpión                        | 41% (156 revisiones) | 45 (30 revisiones) | B           |

- La momia (película de 2017)
  - E s una película de acción y aventuras estadounidense-sino-japonesa de 2017,[15] dirigida por Alex Kurtzman y escrita por Jon Spaihts. Se trata de un reinicio de la franquicia The Mummy[16]  y la primera entrega del reinicio del Universo Cinematográfico de Monstruos de la Universal.[17][18] La película está protagonizada por Tom Cruise, Annabelle Wallis, Sofia Boutella, Jake Johnson, Courtney B. Vance y Russell Crowe.

## Largometrajes
| Número | Título                                  | Fecha de estreno         | Director                                   | Continuidad                         |
| ------ | --------------------------------------- | ------------------------ | ------------------------------------------ | ----------------------------------- |
|        |                                         |                          |                                            |                                     |
| 1      | The Mummy                               | 22 de diciembre de 1932  | Karl Freund                                | Universal Monsters                  |
| 2      | The Mummy's Hand                        | 20 de septiembre de 1940 | Christy Cabanne                            | Universal Monsters                  |
| 3      | The Mummy's Tomb                        | 23 de octubre de 1942    | Harold Young                               | Universal Monsters                  |
| 4      | The Mummy's Ghost                       | 7 de julio de 1944       | Reginald Le Borg                           | Universal Monsters                  |
| 5      | The Mummy's Curse                       | 22 de diciembre de 1944  | Leslie Goodwins                            | Universal Monsters                  |
| 6      | Abbott and Costello Meet the Mummy      | 23 de junio de 1955      | Charles Lamont                             | Universal Monsters                  |
|        |                                         |                          |                                            |                                     |
| 7      | La momia                                | 25 de septiembre de 1959 | Terence Fisher                             | Películas autónomas de Hammer Stand |
| 8      | The Curse of the Mummy's Tomb           | 18 de octubre de 1964    | Michael Carreras                           | Películas autónomas de Hammer Stand |
| 9      | The Mummy's Shroud                      | 15 de marzo de 1967      | John Gilling                               | Películas autónomas de Hammer Stand |
| 10     | Blood from the Mummy's Tomb             | 14 de octubre de 1971    | Seth Holt Michael Carreras (Sin acreditar) | Películas autónomas de Hammer Stand |
|        |                                         |                          |                                            |                                     |
| 11     | La momia                                | 7 de mayo de 1999        | Stephen Sommers                            | Trilogía de La Momia                |
| 12     | The Mummy Returns                       | 4 de mayo de 2001        | Stephen Sommers                            | Trilogía de La Momia                |
| 13     | La momia: la tumba del emperador Dragón | 1 de agosto de 2008      | Rob Cohen                                  | Trilogía de La Momia                |
|        |                                         |                          |                                            |                                     |
| 14     | La momia                                | 9 de junio de 2017       | Alex Kurtzman                              | Dark Universe                       |